# Focus (polski zespół muzyczny)
Focus – polski zespół muzyczny wykonujący muzykę disco polo istniejący od 1999 roku powstały w Białymstoku.

## Historia
Nazwa zespołu została zaczerpnięta od nazwy modelu samochodu marki Ford. Liderem i wokalistą zespołu jest Zbigniew Perkowski. Zespół zaistniał pod koniec 1999 roku za sprawą piosenki pt. „Podaruj dzieciom słońce”, która została nagrana wspólnie z Marcinem Millerem z zespołu Boys. W 2000 roku nakładem wytwórni muzycznej Green Star został wydany debiutancki album zespołu zatytułowany Coś nowego, na której znalazły się na niej piosenki, będące mieszanką muzyki disco polo i dance. Największą popularnością wśród fanów zespołu cieszyły się dwie piosenki z tego albumu, do których nakręcono teledyski: „Powiedz gdzie jesteś” i „Dziś oszalałem”. Przy realizacji nagrań pomagał lider zespołu Boys Marcin Miller. W 2001 roku został wydany drugi album pt. Transformacja, na których znalazły się piosenki disco polo utrzymane w stylu dance. Płyta ta zasiliła konto zespołu o kolejne trzy utwory: „Trzeba zmiany”, „Słoneczne lato” (przeróbka piosenki „Solnechny gorod” Larisy Chernikovej) i „Maria”. W 2003 roku po dwóch latach przerwy zespół Focus powrócił z kolejnym utworem pt. „Absolutnie Ty” (przeróbka piosenki „Everybody's Free” Rozalli). W nowym składzie zespół zaprezentował się na VIII Festiwalu Disco Polo i Dance w Ostródzie. W 2004 roku ukazał się trzeci album pt. Absolutnie Ty, na którym znalazło się 10 piosenek disco polo utrzymanych w stylu dance z elementami muzyki techno i trance, w tym m.in. tytułowy utwór i dwie piosenki do których nakręcono teledyski: „Twoje ciało” i „Tydzień”, oraz nowa wersja utworu „Powiedz gdzie jesteś”. Na płycie zamieszczono 8 remiksów, które zostały przygotowane przez kilku podlaskich DJ-ów. Od 2007 roku podczas występów Zbigniewowi Perkowskiemu towarzyszą tancerki.

## Dyskografia
- Coś nowego (2000)[5]
- Transformacja (2001)[7]
- Absolutnie Ty (2004)[9]
- Piękny i Boski Zbyszek Perkowski (2018)[11]